# 波爾維耶爾維

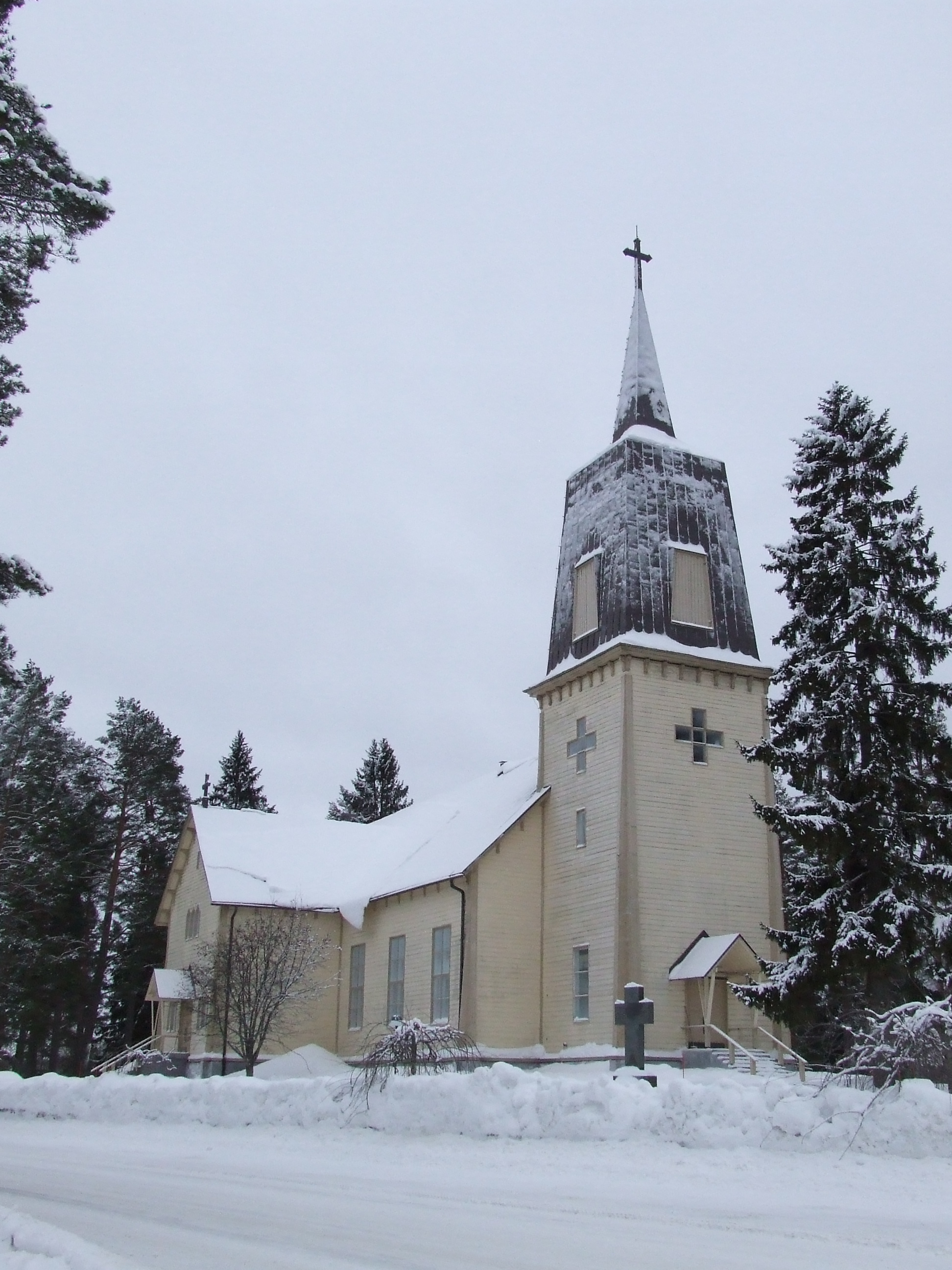
波爾維耶爾維教堂（路德宗）

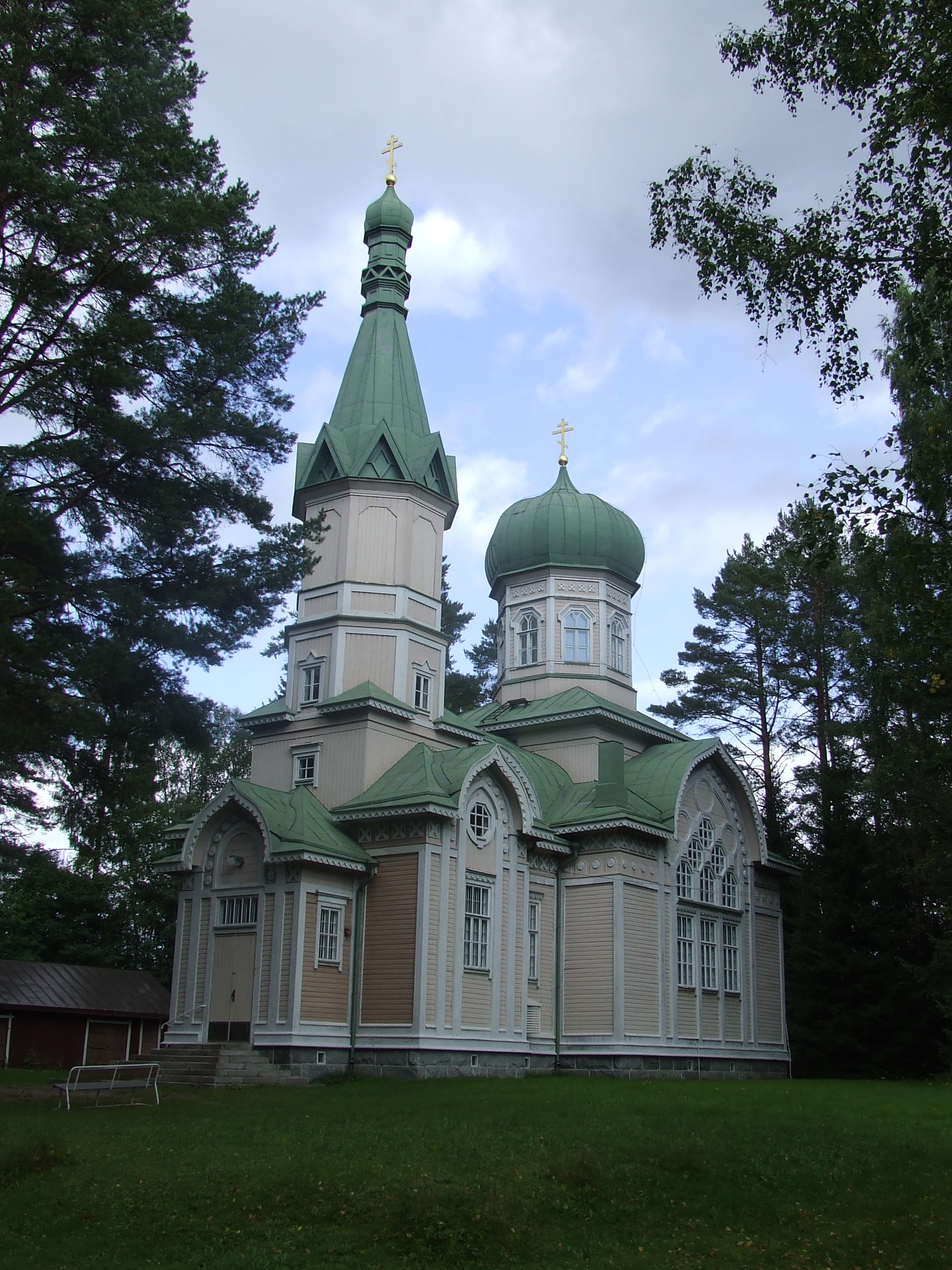
圣约翰施洗者教堂（东正教）

波爾維耶爾維（芬蘭語：Polvijärvi）是芬蘭北卡累利阿區的市鎮，位於該國東部，始建於1876年，面積958平方公里，2013年人口4,772，人口密度為每平方公里5.93人。	

## 外部連結
- 波爾維耶爾維市镇官方网站 （文）